# Eunidia aureicollis
Eunidia aureicollis es una especie de escarabajo longicornio del género Eunidia, categorizada en la tribu Eunidiini, de la subfamilia Lamiinae. Fue descrita por Breuning en 1976.

## Descripción
Mide 7-11,5 mm de longitud.

## Distribución
Se distribuye por Etiopía.